# Herb Bełchatowa
herb Bełchatowa – jeden z symboli miasta Bełchatów w postaci herbu.

## Wygląd i symbolika
Herb przedstawia w polu błękitnym drzewo na wzgórzu zielonym, o liściach złotych, owocach czerwonych i czarnym pniu, wokół którego opleciony wąż czerwony. Pod drzewem z prawej postać Adama, z lewej postać długowłosej Ewy, oboje z włosami złotymi i takimiż liśćmi figowymi. Adam i Ewa stoją skierowani nieco ku sobie, patrząc na siebie. Ewa trzyma w ugiętej ku górze ręce czerwone jabłko. Wąż z wysuniętym językiem patrzy w oczy Ewy.
Herb przedstawia scenę z biblijnej Księgi Rodzaju.

## Historia

Dawny herb Bełchatowa

Dawniej sądzono, iż herb został zaprojektowany w 1847 do Albumu Heroldii Królestwa Polskiego, lecz znany jest odcisk pieczęci miejskiej z takim motywem, pochodzący z XVIII wieku, a odciśnięty na dokumencie z 1798. Pochodzenie motywu herbowego jest nieznane. Motyw Adama i Ewy jest dobrze znany z pieczęci cechu garncarzy (m.in. we wnętrzu krakowskich Sukiennic) i taka hipoteza dominowała w okresie, gdy sądzono, iż herb został zaprojektowany pośpiesznie na potrzeby Albumu Heroldii. Obecnie przypuszcza się, że wybrano motyw wspólny dla przedstawicieli trzech religii i narodowości zamieszkujących Bełchatów (Polaków, Żydów i Rosjan) – jednakże i to jest mało prawdopodobne, gdyż jest to XIX-wieczny skład narodowościowy miasta – lub, co bardziej prawdopodobne, że symbol miejski wybrał znany z głębokiej religijności Franciszek Rychłowski.
Zielona barwa węża łamała zasady heraldyki, gdyż nie powinna sąsiadować z błękitem tła. Gdy pod koniec XX w. zmieniano barwy herbu miasta zgodnie z propozycjami specjalistów, doszło w Radzie Miejskiej do dyskusji o charakterze politycznym – radni o poglądach lewicowych optowali za czerwoną barwą tła, zaś liberałowie – za błękitną. Zdecydowano się na niebieską barwę tła oraz na czerwonego węża, co odpowiadało prawidłom sztuki heraldycznej. 
Herb i barwy zostały przyjęte Uchwałą Rady Miejskiej Bełchatowa nr 58/V/97 28 kwietnia 1997.